# Álvaro Pires de Távora (1554–1578)
Álvaro Pires de Távora (1554–1578) foi um fidalgo e militar português. Era filho do diplomata Lourenço Pires de Távora. Entre (1573-1575) serviu no Norte de África e fez parte da embaixada enviada por D. Sebastião a Filipe II de Espanha. Foi nomeado lugar-tenente por D. Sebastião, lutou na Batalha de Alcácer Quibir, onde comandou o terço dos Aventureiros. Foi ferido e feito prisioneiro, acabando por morrer na sequência dos ferimentos.